# Prealpi di Savoia
Le Prealpi di Savoia (in francese Préalpes de Savoie) sono una sezione delle Alpi che interessano la Francia e, marginalmente la Svizzera. La cima più alta è l'Haute Cime des Dents du Midi (3.257 m), che si trova nella sottosezione delle Prealpi del Giffre.

## Collocazione
In Francia le Prealpi di Savoia interessano i dipartimenti della Savoia, dell'Alta Savoia e dell'Isère. In Svizzera interessano il Canton Vallese.
Si trovano ad ovest della catena principale alpina. Confinano ad est con le Alpi Graie dalle quali sono divise dal Colle des Montets e dalla Sella di Megève. Confinano a sud con le Alpi del Delfinato e le Prealpi del Delfinato dalle quali sono separate dal fiume Isère. Confinano a nord-est con le Alpi bernesi e le Prealpi svizzere dalle quali sono separate dal fiume Rodano. A nord-est e ad est si stemperano nella valle del Rodano e verso il Lago Lemano.

## Suddivisione
La classificazione della SOIUSA le suddivide in sei sottosezioni e tredici supergruppi:
- Catena delle Aiguilles Rouges
  - Massiccio delle Aiguilles Rouges
- Prealpi del Giffre
  - Catena Buet-Ruan-Dents du Midi
  - Catena Fis-Platé-Colonney
  - Catena Dents Blanches-Avoudrues-Nant Golon
- Prealpi dello Sciablese
  - Catena Haufforts-Grange
  - Catena Bise-Oche
  - Catena Roc d'Enfer-Brasses
- Prealpi dei Bornes
  - Catena des Aravis
  - Catena Bargy-Lachat-Tournette
- Prealpi dei Bauges
  - Catena Arcalod-Trélod-Semnoz
  - Catena Grand Colombier-Margerie-Revard
- Prealpi della Chartreuse
  - Catena Granier-Dent de Crolles-Grand Som
  - Catena Chamechaude-Charmant Som.

## Vette

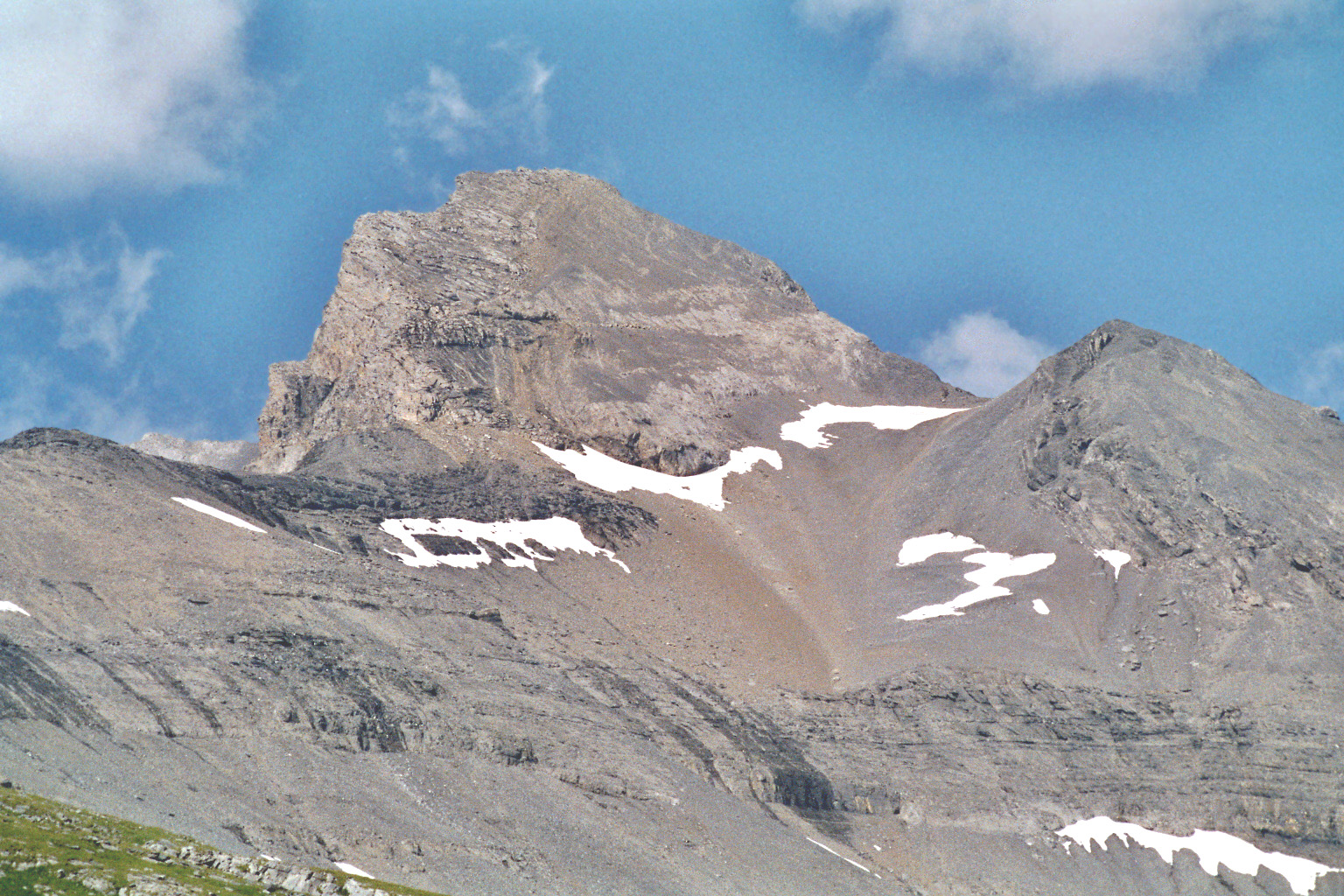
Haute Cime des Dents du Midi, la vetta più alta.

- Haute Cime des Dents du Midi - 3.257 m
- Tour Sallière - 3.220 m
- Monte Buet - 3.096 m
- Monte Ruan - 3.057 m
- Aiguille du Belvédère - 2.965 m
- Pointe Percée - 2.750 m
- Le Brévent - 2.525 m
- Hauts-Forts - 2.466 m
- Mont de Grange - 2.432 m
- Tournette - 2.351 m
- Arcalod - 2.217 m
- Trélod - 2.181 m
- Chamechaude - 2.082 m
- Dent de Crolles - 2.062 m.